# أبو عيطة (عزبة)
عزبة أبو عيطة، عزبة تابعة لقرية شابة، التابعة لمركز دسوق، التابع لمحافظة كفر الشيخ في جمهورية مصر العربية.